# Episodi di Trolls: TrollsTopia
Questa è la lista degli episodi di Trolls: TrollsTopia, e una serie animata DreamWorks Animation Television.

## Prima stagione
| N° | Titolo originale                                    | Titolo italiano                                                 | Prima TV USA     | Prima TV Italia |
| -- | --------------------------------------------------- | --------------------------------------------------------------- | ---------------- | --------------- |
| 1  | TrollsTopia                                         | TrollTopia                                                      | 19 dicembre 2020 | 5 aprile 2021   |
| 2  | The Buddy System Kick-Off Party                     | Sistema amicale Festa d'inaugurazione                           | 19 dicembre 2020 | 6 aprile 2021   |
| 3  | Bring It In Branch Out of Water                     | Vieni qui Branch fuor d'acqua                                   | 19 dicembre 2020 | 7 aprile 2021   |
| 4  | The Ballad Of Holly Darlin' Across The Fashionverse | La ballata di Holly Darlin' Attraverso Il modaverso             | 19 dicembre 2020 | 8 aprile 2021   |
| 5  | Manager Poppy The Snug-a-lug Situation              | Poppy la manager Il problema del tenerello                      | 19 dicembre 2020 | 9 aprile 2021   |
| 6  | Girls' Night Cloud Controll                         | Serata tra ragazze L'irrita-versario                            | 19 dicembre 2020 | 12 aprile 2021  |
| 7  | Classical Rock Buckin' Branch                       | Rock classico Branch imbizzarrito                               | 19 dicembre 2020 | 13 aprile 2021  |
| 8  | Rythm & the Blues Mouth Guitar                      | Rythm & il Blues Chitarra a bocca                               | 19 dicembre 2020 | 14 aprile 2021  |
| 9  | Glitter Rush Laguna Tidepool & the Lost Game room   | Corsa al Glitter Laguna Tidepool & la stanza dei giochi perduta | 19 dicembre 2020 | 15 aprile 2021  |
| 10 | Cheery Glo-mato Highly Amused                       | Fluomodoro incoraggino Assai ispirati                           | 19 dicembre 2020 | 16 aprile 2021  |
| 11 | The Makeunder Smidge in the Saddle                  | Lo sminuimento Minuta in sella                                  | 19 dicembre 2020 | 19 aprile 2021  |
| 12 | Extra Tootering The Last Scrapbook                  | La puzzetta in più L'ultimo album di ritagli                    | 19 dicembre 2020 | 20 aprile 2021  |
| 13 | Darlin' Dos Bad Hair Day                            | L'acconciatura di Holly Darlin' Le chiome ribelli               | 19 dicembre 2020 | 21 aprile 2021  |

## Seconda stagione
| N° | Titolo originale                      | Titolo italiano                                    | Prima TV USA  | Prima TV Italia |
| -- | ------------------------------------- | -------------------------------------------------- | ------------- | --------------- |
| 14 | Cakes on a Train It's Dad-urday       | La Perfettorta Il Giorno del Papà                  | 18 marzo 2021 | 2 Novembre 2021 |
| 15 | Smooth Operator FUNtography Day       | L'Ipnotizzatore Jazz Il Giorno della Divertografia | 18 marzo 2021 | 3 Novembre 2021 |
| 16 | Hopscotch Extreme The Funk Wash       | Campana Estrema Lavaggio Funk                      | 18 marzo 2021 | 4 Novembre 2021 |
| 17 | Hair Fracture Palentine's Day         | La Chioma Fratturata Il Giorno del Compagnino      | 18 marzo 2021 | 5 Novembre 2021 |
| 18 | The Party Pooper My Dinner with Dante | La Guastafeste Cena con Dante                      | 18 marzo 2021 | 8 Novembre 2021 |
| 19 | Hairicane Piney & Lord Prickles       | Il Chiomagano Pignetto e Lord Spuntoni             | 18 marzo 2021 | 9 Novembre 2021 |

## Terza stagione
| N° | Titolo originale                                         | Titolo italiano                                                     | Prima TV USA   | Prima TV Italia  |
| -- | -------------------------------------------------------- | ------------------------------------------------------------------- | -------------- | ---------------- |
| 20 | Potluck Poppy Blaze and the Blazing Blazes               | La Sagra delle Pietanze Blaze e i Blazastici Blazanti               | 10 giugno 2021 | 10 Novembre 2021 |
| 21 | Clash of the Battle Piñatas R&B in R&D                   | Pigñata da Battaglia R&B in R&S                                     | 10 giugno 2021 | 11 Novembre 2021 |
| 22 | Disgruntle Weeds Extreme Sleepover Club: Spooky Edition! | I Brontolacampo Club del Pigiama Party Estremo: Edizione Spettrale! | 10 giugno 2021 | 12 Novembre 2021 |
| 23 | Surprise-O-Tron Dante the Entertainer                    | Sorpres-A-Tron Dante L'Intrattenitore                               | 10 giugno 2021 | 15 Novembre 2021 |
| 24 | Surprising Gust Daylight Ravings Time                    | Sorprendere Gust L'Ora Rave-ale                                     | 10 giugno 2021 | 16 Novembre 2021 |
| 25 | Nowhere to Fun, Nowhere to Hide The Joy Chord            | Nessun Divertimento Nessun Nascondiglio L'Accordo della Gioia       | 10 giugno 2021 | 17 Novembre 2021 |
| 26 | Wormhole Scavenger Hunt The Fabryinth                    | Caccia al Tesoro Multidimensionale Il Favolobirinto                 | 10 giugno 2021 | 19 Novembre 2021 |

## Quarta stagione
| N° | Titolo originale                              | Titolo italiano                           | Prima TV USA     | Prima TV Italia |
| -- | --------------------------------------------- | ----------------------------------------- | ---------------- | --------------- |
| 27 | Dance Plants Mini Mini Golf                   | Piante Danzanti Mini Mini Golf            | 2 Settembre 2021 | Gennaio 2022    |
| 28 | Trollection Bro, Team! Bro!                   | Trollezione Fratello, Squadra! Fratello!  | 2 Settembre 2021 | Gennaio 2022    |
| 29 | The Bunker Sitter Domin-Uh-Ohs                | Il Bunker Sitter Domin-oh-oh              | 2 Settembre 2021 | Gennaio 2022    |
| 30 | Shiny Diamond Flyer's Ed                      | Shiny Diamante Lezioni Di Volo            | 2 Settembre 2021 | Gennaio 2022    |
| 31 | Puffalo Expresso Merry Cloudmas               | Puffalo Express Buon Natuvola             | 2 Settembre 2021 | Gennaio 2022    |
| 32 | Don't Make Me Laugh! Hair-aldine: The Musical | Non Farmi Ridere! Chiomaldina: Il Musical | 2 Settembre 2021 | Gennaio 2022    |

## Quinta stagione
| N° | Titolo originale                         | Titolo italiano                                      | Prima TV USA    | Prima TV Italia |
| -- | ---------------------------------------- | ---------------------------------------------------- | --------------- | --------------- |
| 33 | Trollvial Pursuit Life of Pie            | Troll-Vial Pursuit La Torta Della Vita               | 9 dicembre 2021 | 2 Aprile 2022   |
| 34 | Big Brother Dante Art Breaker            | Fratello Dante La Rubaquadri                         | 9 dicembre 2021 | 14 Maggio 2022  |
| 35 | The Fun Harvest The Tunnel of Friendship | Il Raccolto Dei Giochi Il Tunnel Dell'amicizia       | 9 dicembre 2021 | 14 Maggio 2022  |
| 36 | BPF Follicle Fitness                     | ADC La Salute Del Follicolo                          | 9 dicembre 2021 | 21 Maggio 2022  |
| 37 | The Not So Good Sport Bygone Bergen      | Un Troll Che Non Sa Perdere Un Bergen Vecchio Stampo | 9 dicembre 2021 | 28 Maggio 2022  |
| 38 | Stop the Presses R&B Are On It!          | Fermate Le Rotative Ci Pensano R&B                   | 9 dicembre 2021 | 4 Giugno 2022   |
| 39 | To Hug a Snug-A-Lug The Search for Piece | L'abbraccio-cioso-teneroso Il Pezzo Mancante         | 9 dicembre 2021 | 11 Giugno 2022  |